# 모모야마역
모모야마역(일본어: 桃山駅, ももやまえき 모모야마에키[*])은 일본 교토부 후시미구에 있는 서일본 여객철도의 철도역이다.

## 역 구조
단식·섬식 승강장이 함께 있는 혼합식 승강장으로 교행 시설을 갖춘 지상역이다. 서일본 여객철도가 정한 특정도구시내 제도에 따라 '교토 시내' 구역에 속한 역이다. 이코카 및 제휴 교통카드의 사용이 가능하다.

### 승강장
| 1 | ■ 나라 선 | 교토 방면 (정차하는 열차만)          |
| 2 | ■ 나라 선 | 상행 통과선                          |
| 3 | ■ 나라 선 | 우지·나라 방면 (하행 통과 열차 포함) |

## 역사
- 1895년 11월 3일 - 나라 철도의 후시미 ~ 모모야마 연장에 따라 개업하였다.
- 1905년 2월 7일 - 회사 합병에 따라 간사이 철도의 소속이 되었다.
- 1907년 10월 1일 - 국유화에 따라 일본국유철도의 소속이 되었다.
- 1909년 10월 12일 - 노선 명칭 제정에 따라 나라 선의 소속이 되었다.
- 1987년 4월 1일 - 민영화에 따라 서일본 여객철도의 소속이 되었다.
- 2003년 11월 1일 - 이코카의 사용이 가능해졌다.

## 인접역
| 서일본 여객철도 나라 선 | 서일본 여객철도 나라 선 | 서일본 여객철도 나라 선 |
| ----------------------- | ----------------------- | ----------------------- |
| JR 후지노모리 교토 방면 | ■ 보통                  | 로쿠지조 나라 방면      |